# Ушастый баклан
Уша́стый бакла́н (лат. Nannopterum auritus) — крупная птица семейства баклановых родом из Северной Америки. Ранее классифицировался в роде Phalacrocorax.

## Описание
Крупная птица 70—90 см длиной, вес 1,2—2,5 кг. Оперение тёмно-коричневое или чёрное, с зеленоватым или бронзовым отливом. Тело стройное, с длинной шеей и относительно короткими лапами. Клюв длинный, в верхней части загнутый на конце в виде крючка. Кожа в основании клюва, под глазами и шее окрашена в яркий жёлто-оранжевый цвет. Лапы короткие, чёрные, перепончатые. Хвост клинообразный. В период размножения на голове можно увидеть двойной волнистый чёрный хохолок, синие веки, тёмный клюв и оранжевые мешок и уздечку.

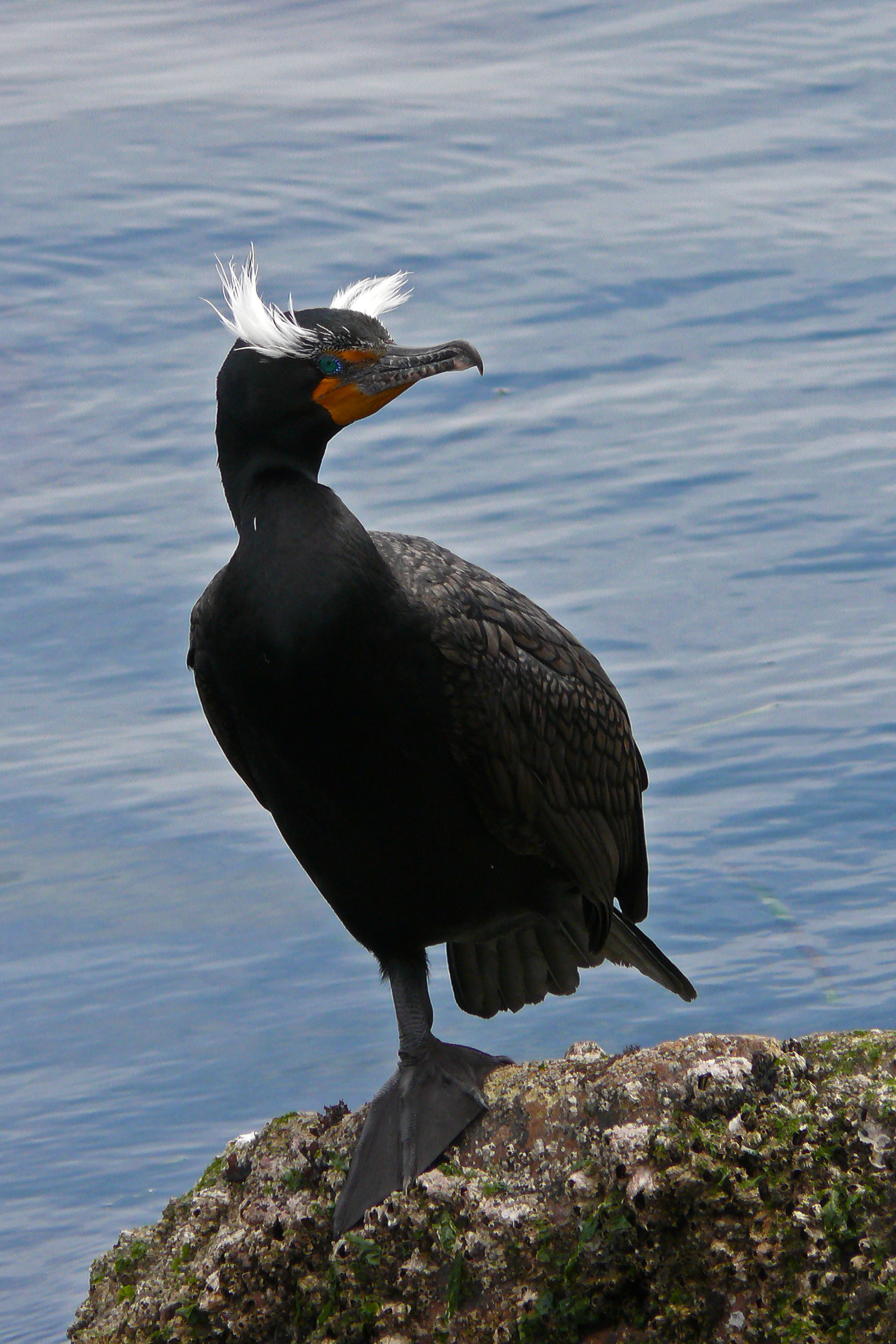
Взрослый ушастый баклан в брачном наряде с двумя хохлами

Самцы немного крупнее самок. Молодняк по сравнению со взрослыми птицами имеет более матовое оперение. Они обычно сверху тёмно-коричневые, а снизу бледно-серые. Различают 5 разных подвидов ушастого баклана в зависимости от размера, окраски и вида хохолка.

## Распространение
Ушастые бакланы широко распространены по всей Северной Америке и размножаются вплоть до южной Аляски и Новой Англии на севере ареала и зимуют вплоть до мексиканского штата Синалоа и Багамских островов на юге. В северных холодных территориях являются перелётными птицами.
Живут в прибрежных районах и по берегам внутренних водоёмов.
В России зарегистрирован залёт на Чукотку.

## Образ жизни
Ушастые бакланы являются стайными птицами. Их можно увидеть большими и маленькими группами как в период размножения, так и в зимнее время. Они размножаются в колониях и охотятся часто большими стаями. Мигрируют также большими группами.
Охотятся в дневное время, ныряя за рыбой под воду. После ныряния ищут возвышение, где усиживаются и расправляют свои крылья, по-видимому чтобы высушить их. Однако такое поведение не является прямой реакцией на воду, так как содержащиеся в неволе птицы не ныряют за пищей, но тем не менее расправляют свои перья после еды.

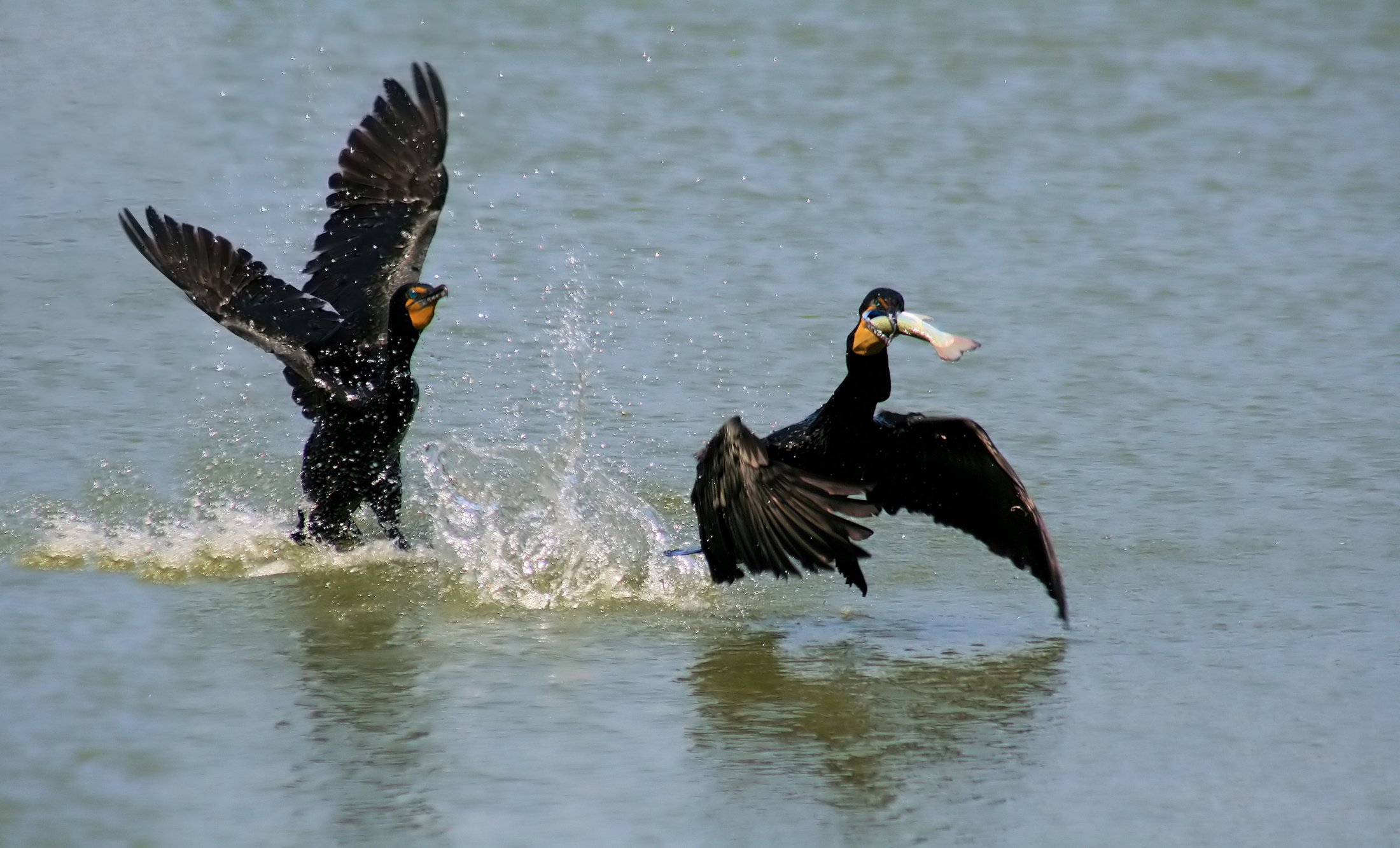
Два ушастых баклана и одна рыба

## Питание
Питаются ушастые бакланы в основном рыбой, но также употребляют в пищу насекомых, ракообразных и земноводных. Охотятся обычно на мелководье, где глубина не превышает 8 м, не далее 5 км от берега. Небольшую добычу способны заглатывать прямо под водой, а крупную выносят сначала на берег, чтобы потрясти или постучать по чему-либо. За стайной рыбой охотятся большими группами. Крючковатый клюв помогает им удерживать скользкую добычу.

## Размножение
Ушастые бакланы моногамны и гнездятся колониями, состоящими до трёхсот пар. Самец выбирает место для гнезда и затем, стоя возле него, взмахами крыльев подзывает самку. Он также может выполнять брачные танцы на воде, где он демонстрирует самке материал для гнезда. Как только пара сформирована, хохолок у птиц сразу исчезает.

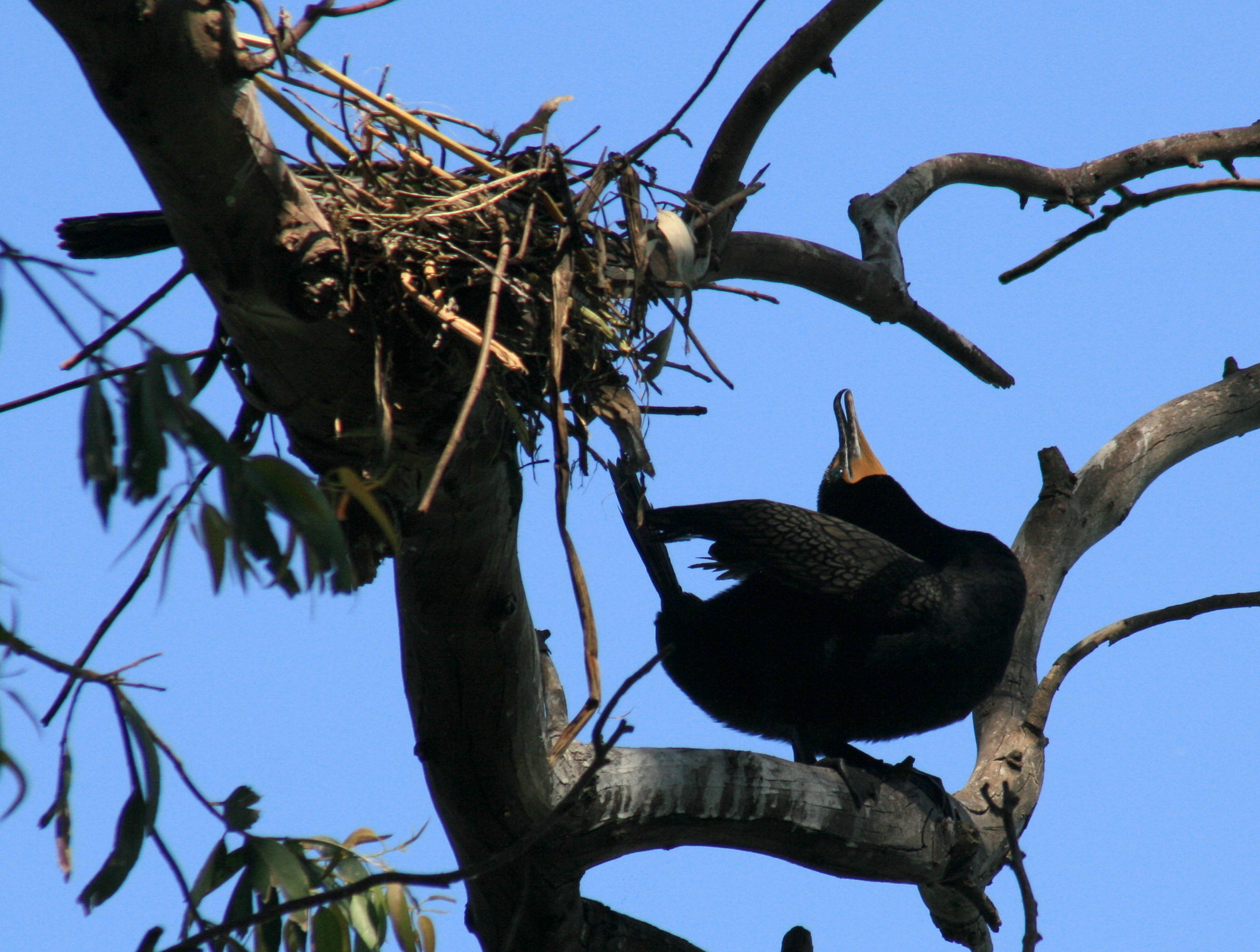
Ушастый баклан в демонстрационной позе

Ушастые бакланы охраняют лишь небольшую территорию непосредственно возле гнезда, которая в диаметре составляет меньше одного метра.

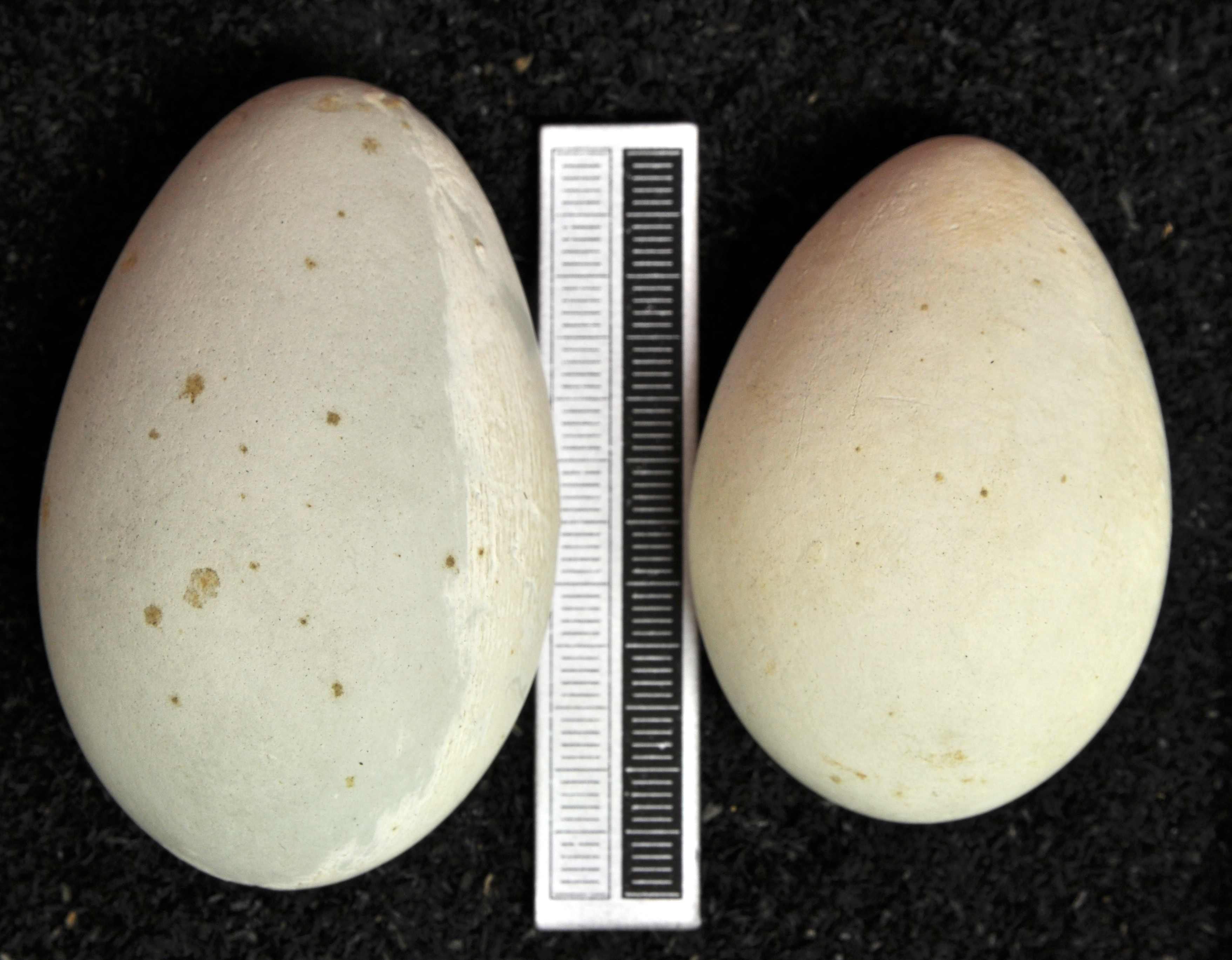
Яйца ушастого балкана, Музей Висбадена

Размножение происходит в период с апреля по август, с пиком сезона с мая по июль. Самцы прибывают к месту гнездования первыми и выбирают место для гнезда, после чего начинают рекламировать его самке. Как самец, так и самка участвуют в постройке нового или восстановлении старого для гнезда. В качестве материала используются веточки, палочки, трава и разный плавающий в воде мусор вроде верёвок и обрывков рыболовных сетей. Самец относит найденный материал самке, которая укладывает его и охраняет от других птиц. Чаще всего гнёзда строятся на земле, реже на деревьях. Как только строительство гнезда закончено, самка откладывает в него 1—7 (обычно 4) бледно-голубых яиц, с поочерёдностью по одному каждые 1—3 дня. Оба родителя насиживают яйца, инкубационный период составляет 25—28 дней. Неоперившиеся и беспомощные птенцы появляются асинхронно в том же порядке, в каком откладывались яйца. Оба родителя кормят птенцов 2—6 раз в день отрыгнутой пищей. В жаркие дни они приносят птенцам воду и заливают им её прямо в глотку. Птенцы начинают покидать гнездо, когда им исполняется 3—4 недели, летают примерно через 6 недель и ныряют через 6—7 недель. Полностью независимыми от родителей они становятся через 10 недель. Период половой зрелости у молодых птиц наступает через 2 года.

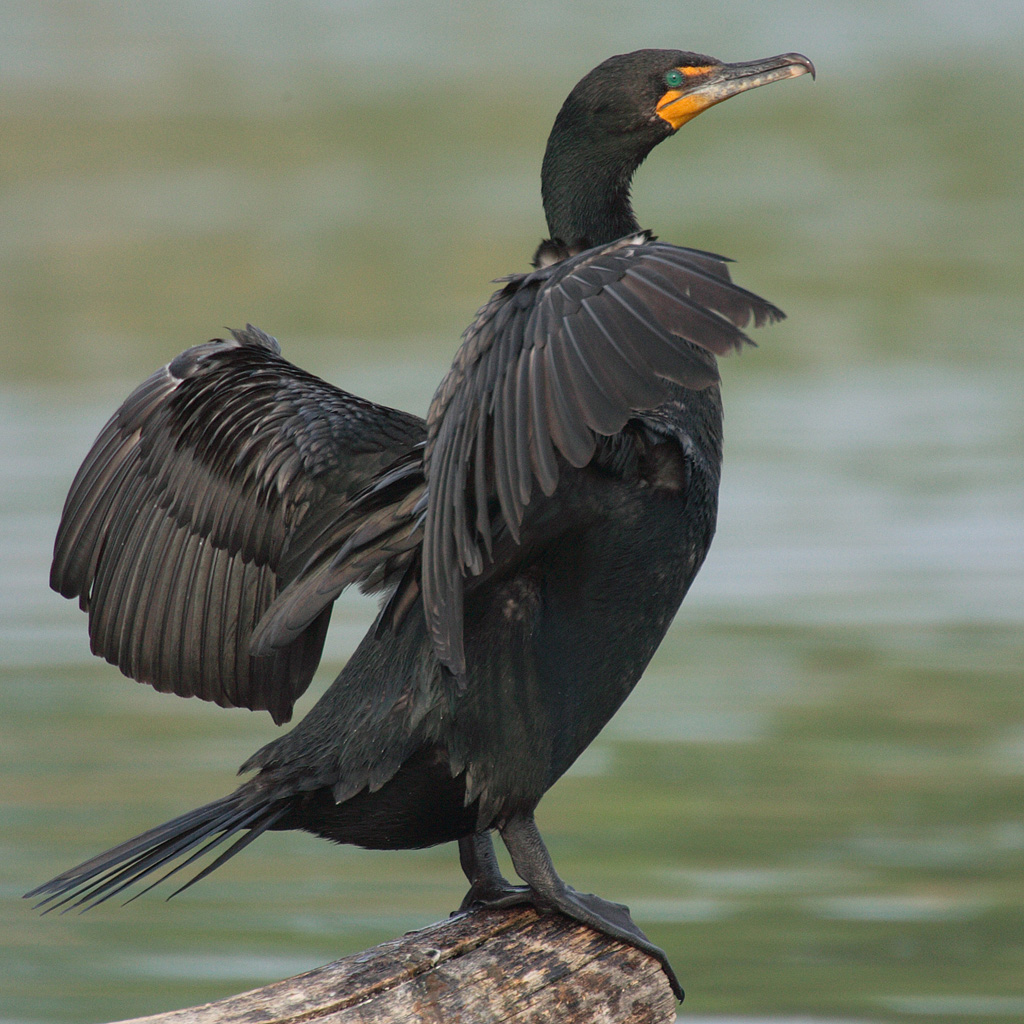
Ушастый баклан в Торонто

## Продолжительность жизни
Самый старый известный ушастый баклан прожил 17 лет и 9 месяцев. Однако средняя продолжительность жизни этих птиц в дикой среде составляет 6,1 лет.

## Враги
За яйцами ушастого баклана часто охотятся чайки, вороны, сойки и скворцы. Птенцы иногда становятся жертвами койотов, лисиц и енотов. На взрослых птиц охотятся белоголовые орланы, реже виргинские филины (Bubo virginianus), кайманы и бурые пеликаны.

## Восстановление
В 1960-е годы в результате применения ДДТ численность ушастых бакланов резко снизилась. В то же время на численность колоний повлияла хозяйственная деятельность человека, вылавливающего необходимую ему рыбу. За последнее время популяция этих птиц значительно возросла и превысила предыдущие значения. Считается, что это произошло благодаря уменьшению загрязнения окружающей среды, в частности, прекращению использования ДДТ.